# NGC 4873
NGC 4873 је лентикуларна галаксија у сазвежђу Береникина коса која се налази на NGC листи објеката дубоког неба.
Деклинација објекта је + 27° 59' 0" а ректасцензија 12h 59m 32,9s. Привидна величина (магнитуда) објекта NGC 4873 износи 14,1 а фотографска магнитуда 15,1. NGC 4873 је још познат и под ознакама MCG 5-31-69, CGCG 160-229, DRCG 27-155, PGC 44621.